# Cotoneaster nebrodensis
Cotonéaster de l'Atlantique, Cotonéaster de l'Atlas
Espèce
Synonymes
- Aronia nebrodensis (Guss.) Ces. et al.[1]
- Cotoneaster atlanticus G.Klotz, 1963[2]
- Cotoneaster integerrimus var. nebrodensis (Guss.) Fiori[1]
- Mespilus nebrodensis (Guss.) Bertol., 1851 [1],[2]
- Pyrus nebrodensis Guss.[1]

Cotoneaster nebrodensis, de noms communs Cotonéaster de l'Atlantique ou Cotonéaster de l'Atlas, est une espèce de plantes à fleurs de la famille des Rosaceae et du genre Cotoneaster.

## Description

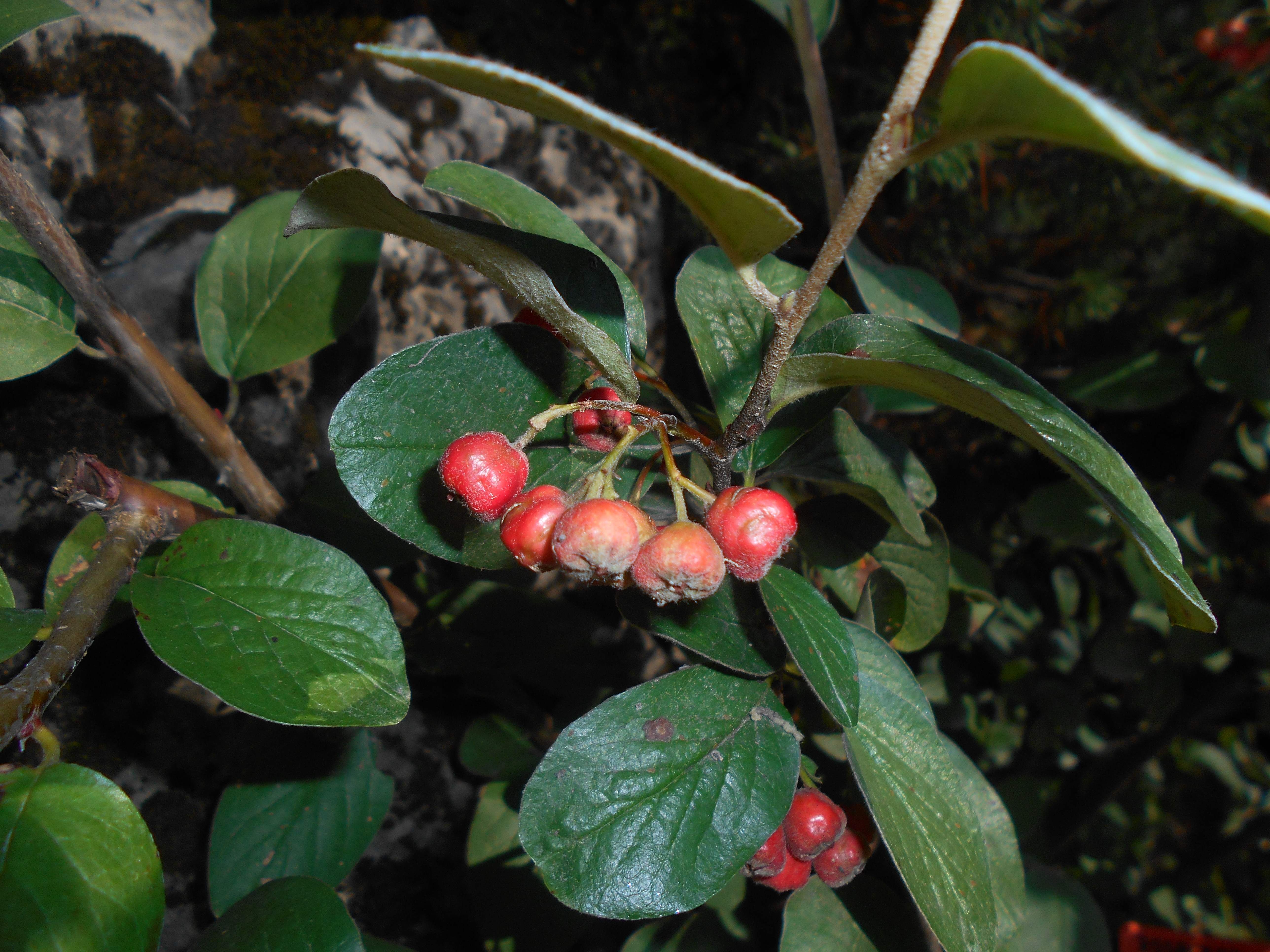
Feuilles et fruits matures.

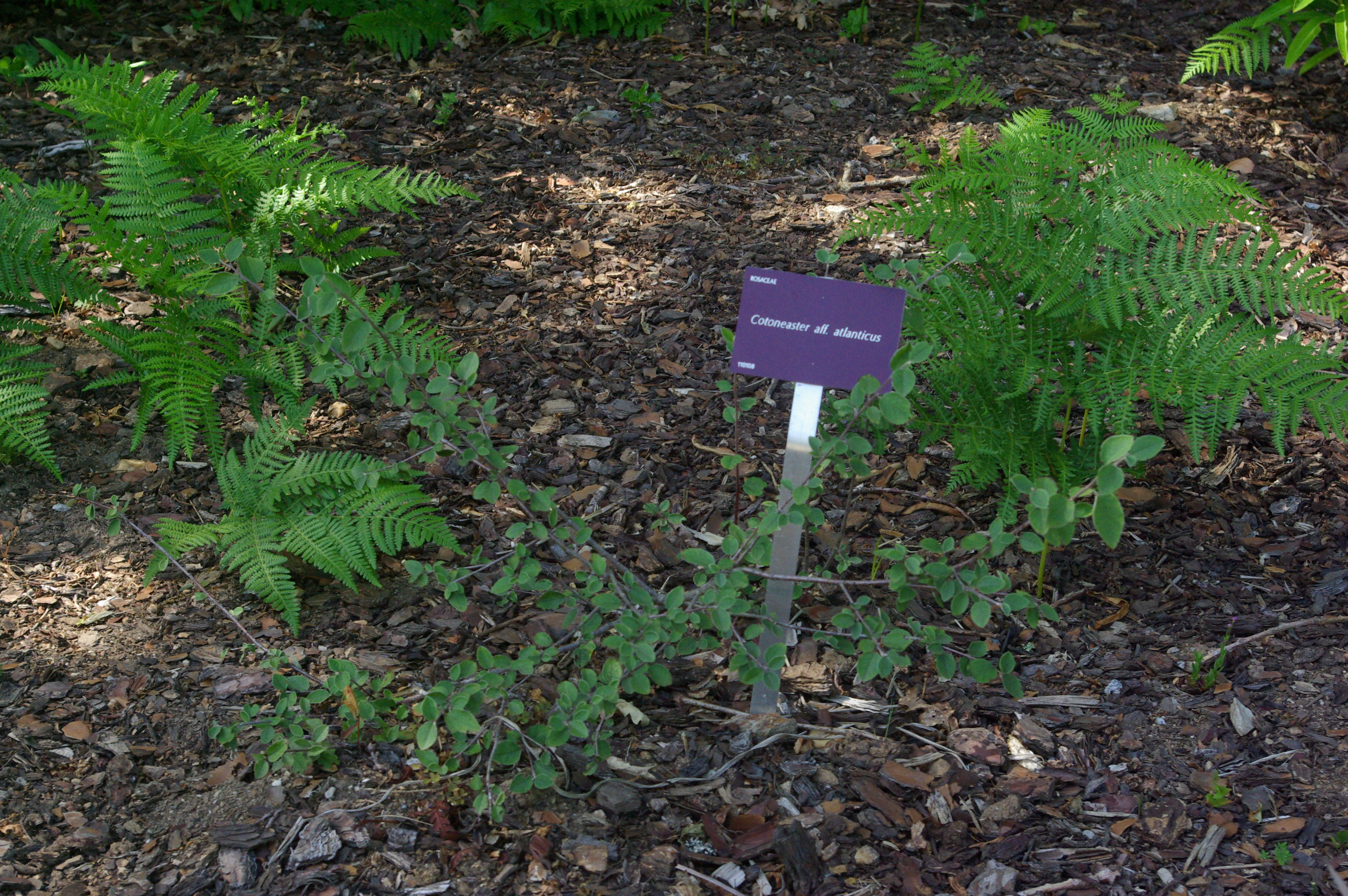
Cotonéaster de l'Atlantique au Conservatoire botanique national de Brest.

Ce cotonéaster se reconnaît à ses inflorescences en corymbes multiflores. C’est un arbuste dressé pouvant atteindre 3,5 mètres de haut. Ses feuilles sont plus petites (7 à 25 mm) que celles de Cotoneaster delphinensis et ses fleurs à pétales étalés (et non dressés) sont montées sur des pédicelles assez courts. La corolle a un diamètre de 6 à 8 mm. La floraison a lieu de Juin à Juillet.

## Habitat, écologie et répartition
Cet arbuste se rencontre sur les vires, au pied des falaises, sur les rochers calcaires et dans les pelouses steppiques, d'une altitude de 800 à 1 300 mètres.
Il est présent naturellement dans le Sud de l'Italie (Calabre), Sicile, a été introduit en Croatie et Estonie.

## Menaces et conservation
L'espèce est protégée en France, classée « préoccupation mineure » (LC) sur la Liste rouge de la flore vasculaire de France métropolitaine (2019, listé Cotoneaster nebrodensis (Guss.) K.Koch), et est classée en danger (EN) sur la Liste rouge de la flore vasculaire de Rhône-Alpes (2015, listé Cotoneaster atlanticus G.Klotz).